# 옹방강
옹방강(翁方綱, 1733년 ~ 1818년)은 중국 청나라 시절의 서예가이자 문인, 금석학자로 자는 충서(忠敘), 정삼(正三)이고 호는 담계(覃谿)로 만년의 호를 소재(蕭斋)라 하였다. 순천부(順天府) 대흥현(大興縣) 사람이다.

## 생애
건륭(乾隆) 17년(1752년)에 있었던 임신은과(壬申恩科)에 진사로 급제하였다. 서길사(庶吉士)로 임명되었고 산관(散館)에서의 편수 업무를 맡았다. 이후 관직이 국자감사업(國子監司業), 내각학사(內閣學士) 등을 거치고 후에 광동(廣東) 총독과 강서학정(江西學政)을 지냈으며, 많은 뛰어난 인재들을 길러냈고 전대흔(銭大昕) ・ 황이(黄易) 등과도 교류하였다.
건륭 56년 신해(1791년) 9월 17일에 산동 지역의 학정을 맡았다. 58년 계축(1793년) 6월 23일에 칙지를 받들어 북경으로 돌아와 관직에 임용되었다.
가경(嘉慶) 4년(1799년) 홍려경(鴻臚卿)으로 좌천되었다. 가경 12년(1807년) 거듭 녹호연(鹿鳴宴)에 나아가 3품 함(銜)을 하사받았다. 가경 19년(1814년) 다시 은영연(恩榮宴)에 나아가 2품 함이 더해졌다. 그때 나이 이미 82세였다. 가경 23년(1818년)에 졸하였다.

## 저작
옹방강은 경학(經學) · 사학 · 문학 연구에 정밀하였으며 《서경》(書經), 《예경》(禮經), 《논어》(論語), 《맹자》(孟子) 등의 경서에 대한 연구서를 집필하였다. 또한 금석학에 뛰어나 《양한금석기》(兩漢金石記), 《오동금석략》(粤東金石略), 《한석경잔자고》(漢石經殘字考), 《초산정명고》(焦山鼎铭考), 《묘당비당본존자》(庙堂碑唐本存字), 《복초당집》(复初堂集), 《석주시화》(石洲詩話) 등을 썼다.
옹방강은 또한 여러 유교의 경전들을 읽고 부기(附記)한 내용을 토대로 경의(經義)의 뜻을 보정하는 데에 나섰다. 특히 금석학 관련 저서인 《양한금석기》의 경우 세세한 분석으로 문장을 해설하고 정의하는 데에 있어서 고증이 매우 정밀하였으며, 시를 짓는 데에도 여러 경전들의 주소(注疏)부터 사전(史傳)의 내용까지 모두 고증함으로써 창작에 반영하였다. 금석문자를 정리하는 작업에서 그러한 옹방강 자신의 경향들이 넘쳐나고 있다. 논자는 이를 두고 학문으로 시를 짓는데 능했던 자라 하였다. 그의 다른 저작인 《복초재전집》(復初齋全集) 및 《예경목차》(禮經目次), 《소시보주》(蘇詩補注) 등이 있다.
옹방강은 시론(詩論)에서의 기리설(肌理説)을 주창하였으며 중국 문단의 원로이자 거물로써 군림하면서 당시 북경에 있던 비학파(碑学派) 등석여(鄧石如)를 배제하였다. 또한 글씨체가 뛰어나 유용(劉墉) ・ 양동서(梁同書) ・ 왕문치(王文治) 등과 함께 첩학파(帖学派)의 4대 대가로 칭해졌다.

## 같이 보기
- 김정희